# Stefanie van Vliet
Stefanie van Vliet (Amsterdam, 28 februari 1967) is een Nederlands voormalig politicus. Ze was van 1994 tot 2002 namens D66 lid van de Tweede Kamer der Staten-Generaal. Thans is Van Vliet lid van de Raad van Toezicht van een ROC en directeur van de Nederlandse Parkinson Vereniging.

## Carrière
- Studeerde van 1985 tot 1991, aan de Universiteit van Amsterdam, Europese studies met als hoofdvak geschiedenis.
- Was werkzaam bij ING-Aviation Lease en bij een talen-instituut voor bedrijfsleven en overheid. Was van 1990 tot 1994 gemeenteraadslid in Aalsmeer.
- Kwam in 1994 als 27-jarige in de Tweede Kamer. Nadat Roger van Boxtel minister was geworden, werd zij in 1998 woordvoerster volksgezondheid van de Tweedekamerfractie van D66 en had in die functie een moeizame relatie met partijgenote minister Borst. Verliet de Tweede Kamer weer in 2002.
- Is lid van de Raad van Toezicht van het Regionaal opleidingscentrum Amsterdam. Sedert 2004 voorzitter van de Landelijke Vereniging van Eerstelijnspsychologen. Sinds 2007 is zij directeur van de Parkinson Vereniging.

## Persoonlijk
Stefanie van Vliet is gehuwd en heeft twee kinderen.
- Parlement.com: vg09lllymhxu